# Mosschelpje
Het mosschelpje (Chromocyphella muscicola) is een schimmel uit de familie Chromocyphellaceae. Het zwammetje komt voor op met mos begroeide loofbomen, vooral dikke beuken, in bossen op rijk zand. Mogelijk leeft het zwak parasitisch met mos.

## Kenmerken
De vruchtlichamen zijn slechts 2-3 mm groot en groeien van de lente tot de herfst in zwermen met de opening naar beneden steelloos hangend aan de stengels van slaapmossen. De aanwezigheid van het mosschelpje is te herkennen aan 5-10 cm witte kringen op met mossen bedekte bomen. De kringen zijn het gevolg van het afsterven van het mos door het aanwezigheid van deze vermoedelijke parasiet.
Het vruchtlichaam is steelloos en komvormig. Het bovenoppervlak is wittig en bedekt met fijne vezels. Het hymenium aan de binnenzijde is glad of enigszins rimpelig en bleek geelbruinig gekleurd.
De basidia zijn viersporig. De basidiosporen zijn roze, ellipsvormig tot bijna bolvormig, min of meer dikwandig, ietwat dextrinoïde en meten 8-10 × 6,5-8,5 μm. Er zijn gespen aanwezig.

## Verspreiding
In Nederland en België komt het mosschelpje algemeen voor.

## Foto's

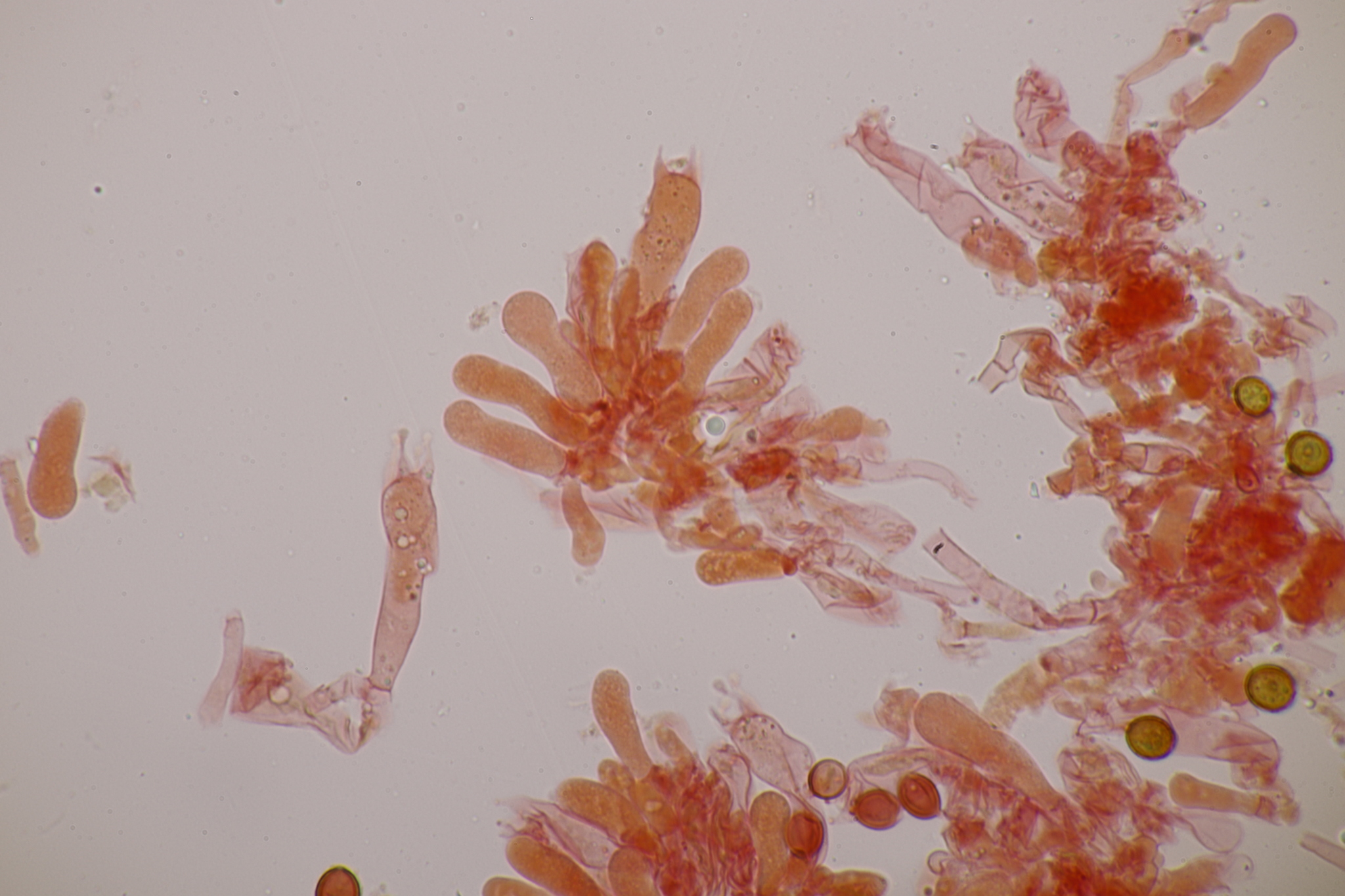
Basidia
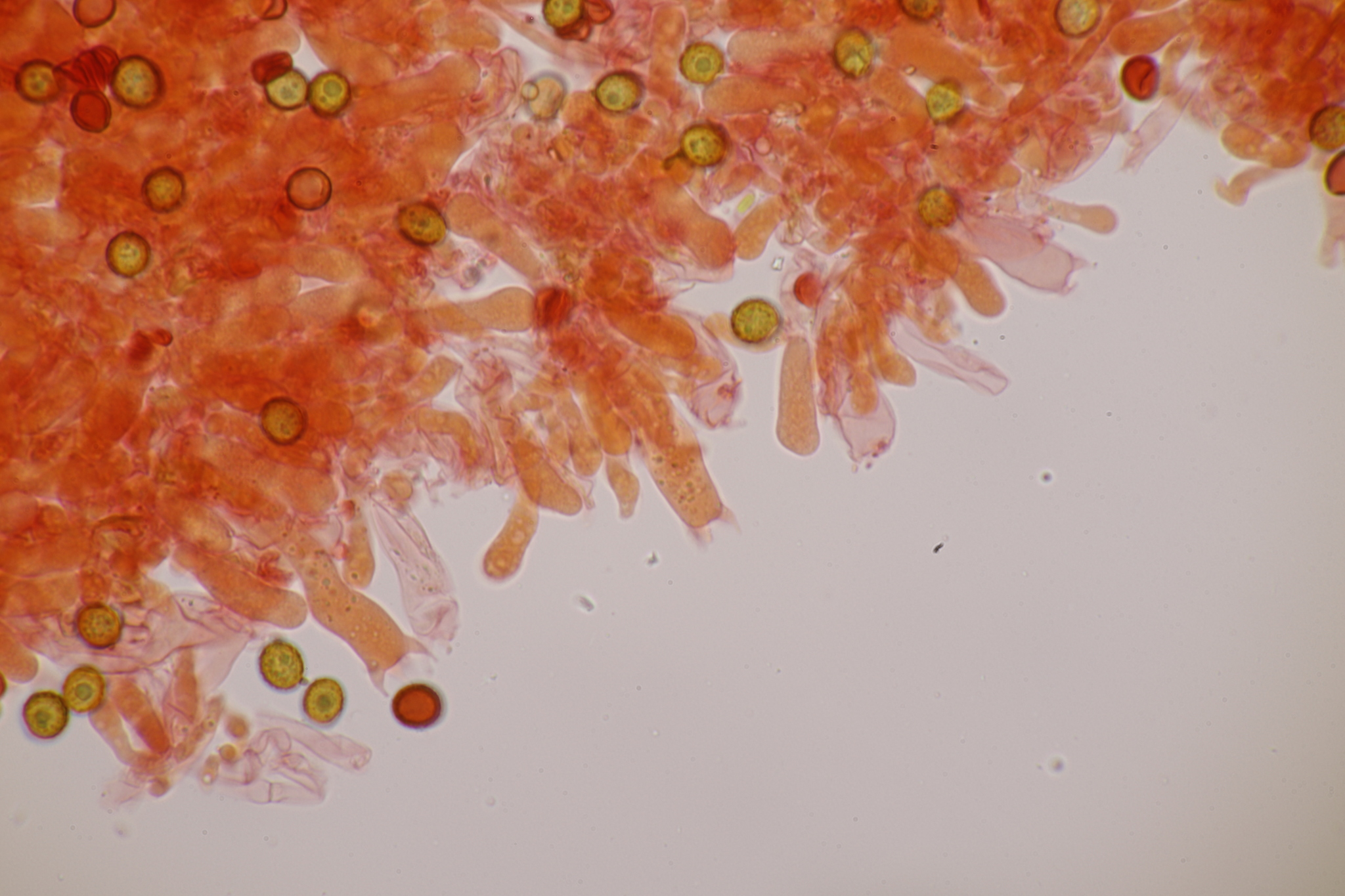
Basidia en sporen
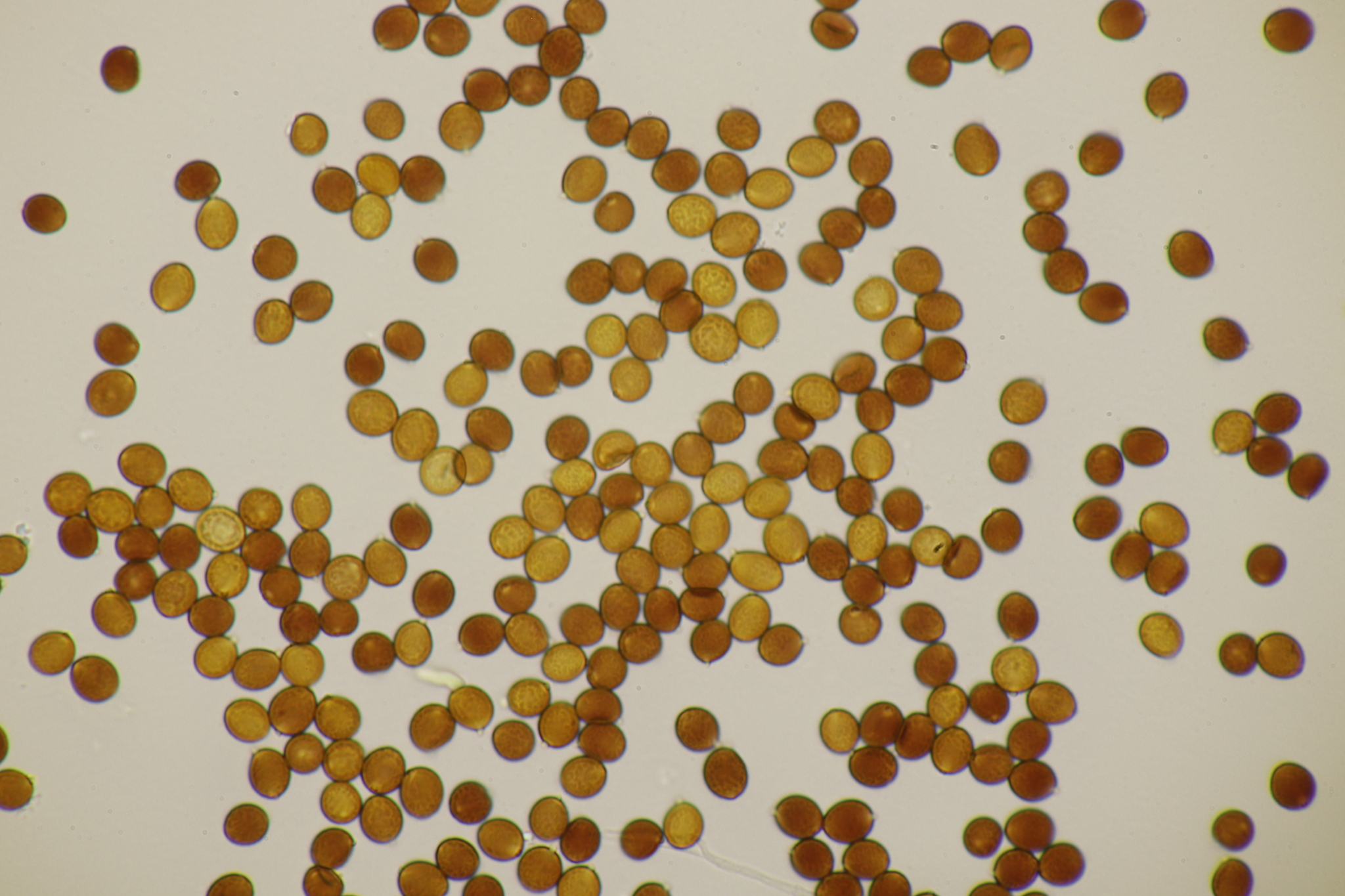
Sporen